# 普耶 (维埃纳省)
普耶（法語：Pouillé，法語發音：[puje]）是法国新阿基坦大区维埃纳省的一个市镇，位于该省中部，属于普瓦捷区和大普瓦捷城市公共社区。同名市镇在法国卢瓦-谢尔省和旺代省亦有出现。

## 地理
普耶（46°32'12"N, 0°34'36"E）面积13.96 平方千米，位于法国新阿基坦大区维埃纳省，该省份为法国中西部省份，北起曼恩-卢瓦尔省和安德尔-卢瓦尔省，西接德塞夫勒省，南至夏朗德省，东南接上维埃纳省，东临安德尔省。
与普耶接壤的市镇（或旧市镇、城区）包括：绍维尼、雅德尔、圣瑞利安拉尔、瓦尔迪维耶讷、泰尔塞。
普耶的时区为UTC+01:00、UTC+02:00（夏令时）。

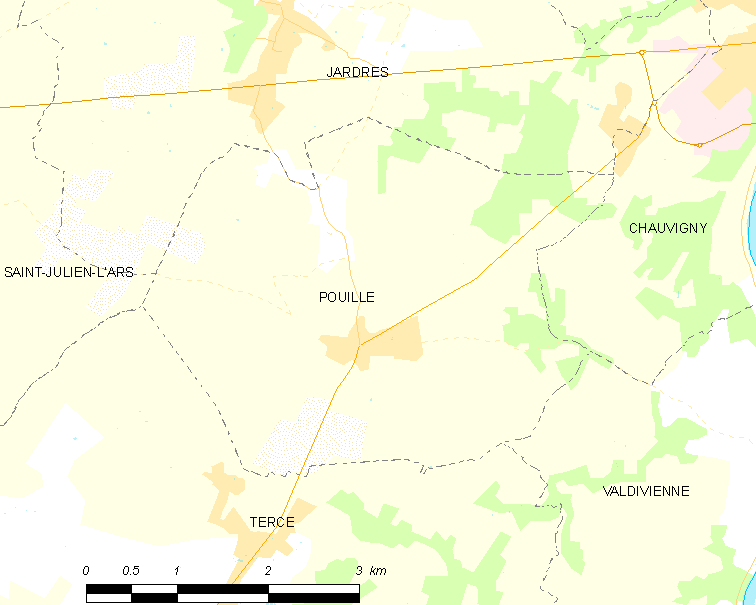
普耶的OSM定位图

## 行政
普耶的邮政编码为86800，INSEE市镇编码为86198。

## 政治
普耶所属的省级选区为普瓦图地区沙斯讷伊县。

## 交通
维埃纳省省道D2线和D153线在市中心交汇。

## 人口

1962-2008年间普耶人口变化图示

普耶于2022年1月1日时的人口数量为731人。